# GSC3321-1539
GSC3321-1539 — хімічно пекулярна зоря спектрального класу A0, що має видиму зоряну величину в смузі V приблизно 10,0.

## Пекулярний хімічний вміст
Зоряна атмосфера GSC3321-1539 має підвищений вміст 
Cr
.